# 毛柱山梅花
毛柱山梅花（学名：Philadelphus subcanus）为虎耳草科山梅花属下的一个种。

## 扩展阅读
維基物種上的相關：毛柱山梅花